# مقاطعة بارون (ولاية ويسكونسن)
مقاطعة بارون هي مقاطعة في ويسكونسن، بلغ عدد سكانها 45٬870  نسمة، في 2010، عاصمتها بارون، تبلغ مساحتها 2٬305 كيلومتر مربع.

## الموقع
تشترك في الحدود مع:
- مقاطعة واشبرن
- مقاطعة دون (ولاية ويسكونسن)
- مقاطعة سانت كروا (ولاية ويسكونسن)
- مقاطعة بولك
- مقاطعة تشيبيوا (ولاية ويسكونسن)
- مقاطعة سوير
- مقاطعة راسك
- مقاطعة بورنيت.

## التقسيمات الإدارية
- بارون.